# أنطونيو لوبيز (لاعب كرة قدم)
أنطونيو لوبيز (بالإسبانية: Antonio López Ojeda)‏ (و. 1989  م) هو لاعب كرة قدم، من المكسيك، ولد في لاباز، يلعب كمهاجم.

## روابط خارجية
- أنطونيو لوبيز على موقع قاعدة بيانات كرة القدم.إي يو (الإنجليزية)
- أنطونيو لوبيز على موقع Soccerway.com (الإنجليزية)